# Raión de Podgórenski
El raión de Podgórenski (ruso: Подго́ренский райо́н) es un distrito administrativo y municipal (raión) ruso perteneciente a la óblast de Vorónezh. Se ubica en el suroeste de la óblast. Su capital es Podgórenski.
En 2021, el raión tenía una población de 23 123 habitantes.
El raión está atravesado de norte a sur por el río Rósosh.

## Subdivisiones
Comprende 76 localidades, agrupadas en dieciséis ayuntamientos, que son el asentamiento de tipo urbano de Podgórenski (la capital) y los siguientes quince asentamientos rurales:
- Belogorye
- Beriózovo (con capital en Saguny (posiólok))
- Bolshaya Dmítrovka (con capital en Krasiukovski)
- Vítebsk
- Goncharovka
- Gríshevka (con capital en Ópyt)
- Kolodézhnoye
- Lýkovo
- "Pervomáiskoye" (con capital en Sud-Nikoláyevka)
- Pereválnoye (con capital en Probuzhdéniye)
- Saguny (slobodá)
- Semeika
- Serguéyevka
- Bolshói Skororyb
- Yúdino